# Bernard Cornwell

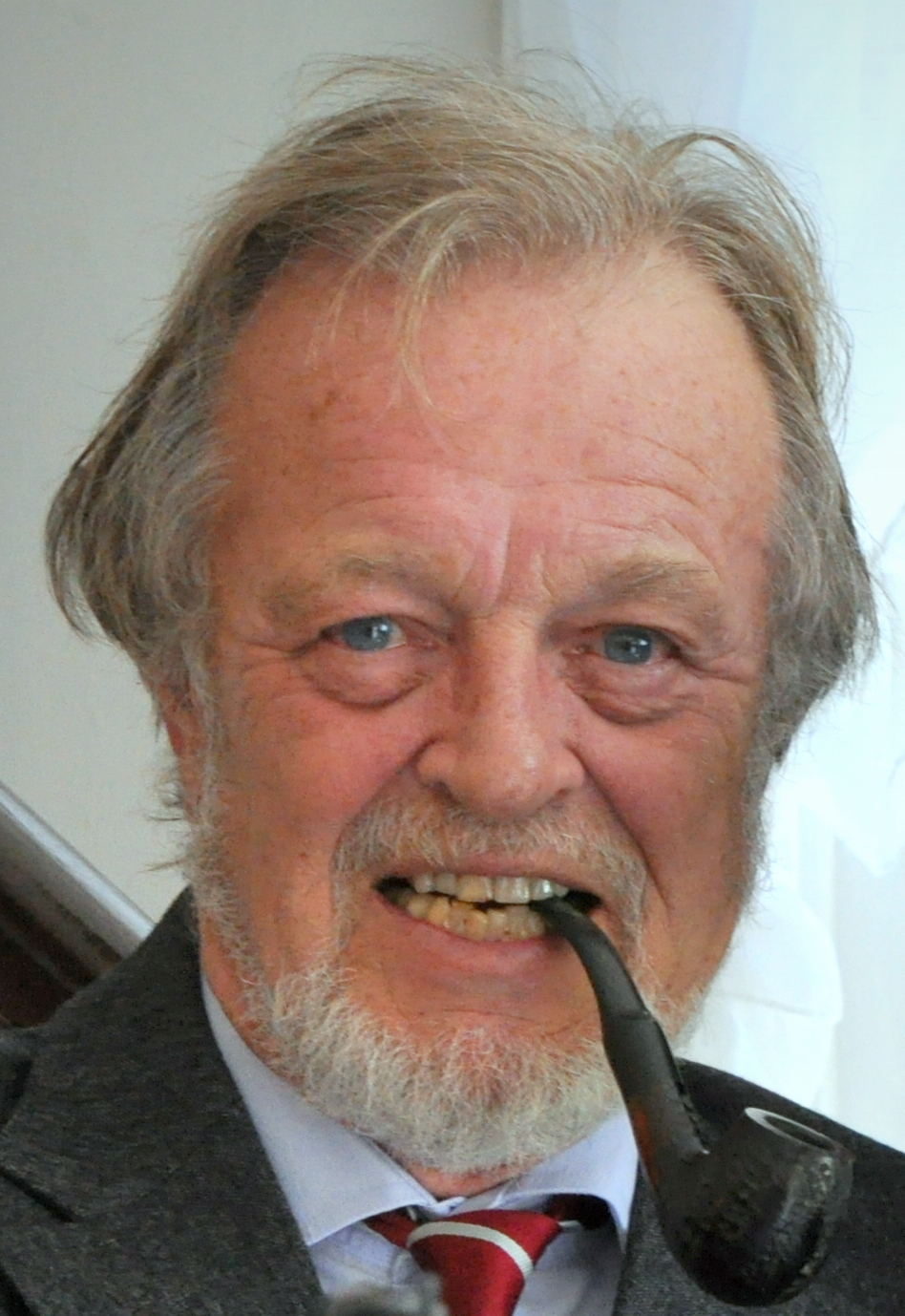
Bernard Cornwell (2013)

Bernard Cornwell, OBE (* 23. Februar 1944 in London) ist ein britischer Schriftsteller, der vor allem durch die Romanserie über Richard Sharpe bekannt wurde, die zur Zeit der Napoleonischen Kriege spielt und ab 1993 als sechzehnteilige TV-Serie mit Sean Bean in der Hauptrolle verfilmt wurde.

## Leben
Sein Vater war ein kanadischer Flieger, seine Mutter gehörte zur Women’s Auxiliary Air Force. Er wurde zur Adoption freigegeben und wuchs bei einer Familie von christlichen Fundamentalisten in der Grafschaft Essex auf, deren Nachnamen Wiggins er erhielt. Nachdem er die Familie verlassen hatte, nahm er den Geburtsnamen seiner Mutter an: Cornwell.
Cornwell studierte Geschichte an der London University, arbeitete als Lehrer und ging dann zur BBC. Dort arbeitete er zehn Jahre in der Fernsehabteilung. In Belfast lernte er seine jetzige Ehefrau Judy kennen, eine US-Amerikanerin. 1980 wanderte das Paar in die USA, nach Cape Cod, aus. Dort verweigerte man Cornwell die Green Card, die ihm die Ausübung eines Berufs gestattet hätte. So begann er, bereits wieder unter dem Namen Bernard Cornwell, Romane zu schreiben, da er dafür keine Arbeitserlaubnis benötigte.
Cornwell gelang der schriftstellerische Durchbruch mit den Abenteuern von Richard Sharpe, einem britischen Soldaten in den Napoleonischen Kriegen. Diese Serie umfasst mittlerweile über zwanzig Bücher. Ein Teil der Romane wurde in mehreren Fernsehfilmen umgesetzt mit Sean Bean als Richard Sharpe (deutscher Titel: Die Scharfschützen). Darüber hinaus schrieb er weitere Romanserien sowie einzelne Romane mit größtenteils historischen Inhalten, unter anderem dem Hundertjährigen Krieg, dem Amerikanischen Bürgerkrieg und England zur Zeit Alfred des Großen. Zwei Romanserien schrieb er gemeinsam mit seiner Frau unter einem weiteren Pseudonym. 2003 ließ er auch seinen amtlichen Namen wieder auf Cornwell ändern.
2006 wurde er von der britischen Königin Elisabeth II. zum Officer des Order of the British Empire ernannt.

## Werke

### Die Sharpe-Romane
Die Sharpe-Reihe behandelt die Abenteuer des englischen Soldaten Richard Sharpe während der Napoleonischen Kriege. Sharpe’s Tiger, Sharpe’s Triumph und Sharpe’s Fortress spielen in Indien, wo die britische Armee unter dem Kommando von Wellington gegen die Marathen Krieg führt.
Die (chronologisch) folgenden Bände behandeln teils fiktive, zum großen Teil aber historische Kriegsschauplätze der Napoleonischen Kriege auf der Iberischen Halbinsel.
Die Bücher sind in chronologischer Reihenfolge der Handlung, nicht nach dem Erscheinen, sortiert. In eckigen Klammern vorangestellt ist jeweils das Jahr der Handlung.
- [1799] Sharpe’s Tiger, 1997 dt. Sharpes Feuerprobe, 2008
- [1803] Sharpe’s Triumph, 1998 dt. Sharpes Sieg, 2009
- [1803] Sharpe’s Fortress, 1999 dt. Sharpes Festung, 2009
- [1805] Sharpe’s Trafalgar, 2000 dt. Sharpes Trafalgar, 2009
- [1807] Sharpe’s Prey, 2001 dt. Sharpes Beute, 2010
- [1809] Sharpe’s Rifles, 1988 dt. Sharps Aufstieg, 1990 (Neuauflage: Sharpes Aufstieg, 2011)
- [1809] Sharpe’s Havoc, 2003 dt. Sharpes Mission, 2011
- [1809] Sharpe’s Eagle, 1981 dt. Sharps Trophäe, 1990 (Neuauflage: Sharpes Trophäe, 2012)
- [1810] Sharpe’s Gold, 1981 dt. Sharps Gold, 1990 (Neuauflage: Sharpes Gold, 2012)
- [1810] Sharpe’s Escape, 2004 dt. Sharpes Flucht, 2012
- [1811] Sharpe’s Fury, 2006 dt. Sharpes Zorn, 2013
- [1811] Sharpe’s Battle, 1995 dt. Sharpes Gefecht, 2014
- [1812] Sharpe’s Company, 1982 dt. Sharps Rivalen, 1990 (Neuauflage: Sharpes Rivalen, 2014)
- [1812] Sharpe’s Sword, 1983 dt. Sharps Degen, 1990 (Neuauflage: Sharpes Degen, 2014)
- [1812] Sharpe’s Skirmish, 2002 dt. Sharpes Abenteuer, 2014
- [1812] Sharpe’s Enemy, 1984 dt. Sharps Feind, 1990 (Neuauflage: Sharpes Feind, 2015)
- [1812] Sharpe’s Command, 2022 dt. Sharpes Kommando, 2024
- [1813] Sharpe’s Honour, 1985 dt. Sharps Ehre, 1991 (Neuauflage: Sharpes Ehre, 2015)
- [1813] Sharpe’s Regiment, 1986 dt. Sharps Geheimnis, 1991 (Neuauflage: Sharpes Geheimnis, 2016)
- [1813] Sharpe’s Christmas, 2003 dt. Sharpes Weihnacht, 2012 (Kurzgeschichte, in einem Buch mit Sharpes Lösegeld)
- [1814] Sharpe’s Siege, 1987 dt. Sharps Triumph, 1991 (Neuauflage: Sharpes Triumph, 2016)
- [1814] Sharpe’s Revenge, 1989 dt. Sharps Rache, 1991 (Neuauflage: Sharpes Rache, 2017)
- [1815] Sharpe’s Waterloo, 1990 dt. Sharps Waterloo, 1991 (Neuauflage: Sharpes Waterloo, 2018)
- [1815] Sharpe’s Assassin, 2021 dt. Sharpes Mörder, 2022
- [1815] Sharpe’s Ransom, 2003 dt. Sharpes Lösegeld, 2012 (Kurzgeschichte, in einem Buch mit Sharpes Weihnacht)
- [1820] Sharpe’s Devil, 1992 dt. Sharpes Teufel, 2018

### Die Thriller
- Wildtrack, 1988 dt. Todesjacht, 1992 (Neuauflage: Hart am Wind, 2018 – Taschenbuch)[2]
- Sea Lord, 1989 dt. Der Lord muß sterben, 1994 (Neuauflage: Sea Lord, 2017 – E-Book)[3]
- Crackdown, 1990 dt. Schnee in der Karibik, 1995 (Neuauflage: Sturmbucht, 2017 – E-Book)[4]
- Stormchild, 1991
- Scoundrel, 1992 dt. Der Schurke, 1996 (Neuauflage: Unter Segeln, 2017 – E-Book)[5]

### The Starbuck Chronicles
1. Rebel, 1993 dt. Starbuck Der Rebell, 2013
2. Copperhead, 1994 dt. Starbuck Der Verräter, 2013
3. Battle Flag, 1995 dt. Starbuck Der Gegner, 2015
4. The Bloody Ground, 1996 dt. Starbuck Der Kämpfer, 2015

### The Arthur Books (The Warlord Chronicles) / Die Artus-Chroniken
1. The Winter King, 1995 dt. Der Winterkönig, 1996
2. Enemy of God, 1996 dt. Der Schattenfürst, 1997
3. Excalibur, 1997 dt. Arthurs letzter Schwur, 2000

### The Grail Quest / Die Gralssuche
1. Harlequin (in der Neuauflage The Archer’s Tale: Book One of the Grail Quest), 2000 dt. Der Bogenschütze, 2004
2. Vagabond, 2002 dt. Der Wanderer, 2006
3. Heretic, 2003 dt. Der Erzfeind, 2007
4. 1356, 2012 dt. 1356, 2014

### The Saxon Stories / Die Uhtred-Saga
Die Uhtred-Saga wurde als Fernsehserie mit dem Titel The Last Kingdom umgesetzt und startete im Oktober 2015 zuerst auf BBC America und kurz darauf auf BBC Two. Seit Dezember 2015 wird die Serie in Deutschland von Netflix per Streaming angeboten. 2023 wurde die Serie mit dem Film The Last Kingdom: Seven Kings Must Die abgeschlossen.
1. The Last Kingdom, 2004 dt. Das letzte Königreich, 2007
2. The Pale Horseman, 2005 dt. Der weiße Reiter, 2007
3. The Lords of the North, 2006 dt. Die Herren des Nordens, 2008
4. Sword Song, 2007 dt. Schwertgesang, 2008
5. The Burning Land, 2009 dt. Das brennende Land, 2010
6. Death of Kings, 2011 dt. Der sterbende König, 2012
7. The Pagan Lord, 2013 dt. Der Heidenfürst, 2014
8. The Empty Throne, 2014 dt. Der leere Thron, 2015
9. Warriors of the Storm, 2015 dt. Die dunklen Krieger, 2016
10. The Flame Bearer, 2016 dt. Der Flammenträger, 2017
11. War of the Wolf, 2018 dt. Wolfskrieg, 2019[6]
12. Sword of Kings, 2019 dt. Das Königsschwert 2020
13. War Lord, 2020 dt. Der Herr der Schlacht 2021

Die ersten drei Bände sind auch im Schuber The Last Kingdom. Die Original-Romane zur Fernsehserie erhältlich.

### Sonstige
- A Crowning Mercy, 1983 dt. Das Hexen-Amulett, 2008
- Fallen Angels, 1984 dt. Die dunklen Engel, 2008
- Redcoat, 1987 dt. Rotröcke, 1992
- Stonehenge, 2000 BC, 1999 dt. Stonehenge, 2000
- Gallows Thief, 2001 dt. Die Galgenfrist, 2003 (alternativ dt. Galgendieb, 2018)
- Azincourt, 2008 dt. Das Zeichen des Sieges, 2009
- The Fort, 2010 dt. Das Fort, 2011
- Waterloo: the history of four days, three armies, and three battles, 2014, dt. Waterloo: Eine Schlacht verändert Europa, 2015
- Fools and Mortals, 2017 dt. Narren und Sterbliche, 2018[7]

A Crowning Mercy und Fallen Angels schrieb Cornwell gemeinsam mit seiner Ehefrau. Veröffentlicht wurden beide Bücher unter deren Pseudonym Susannah Kells. Einzig bei der Neuveröffentlichung 2003 bzw. 2005 wurde auch Bernard Cornwell als Autor angegeben, beim dritten gemeinsamen Buch Coat of Arms (1986), dt. Das Erbe der Väter (1989), wiederum nicht.